# Источник нейтронов

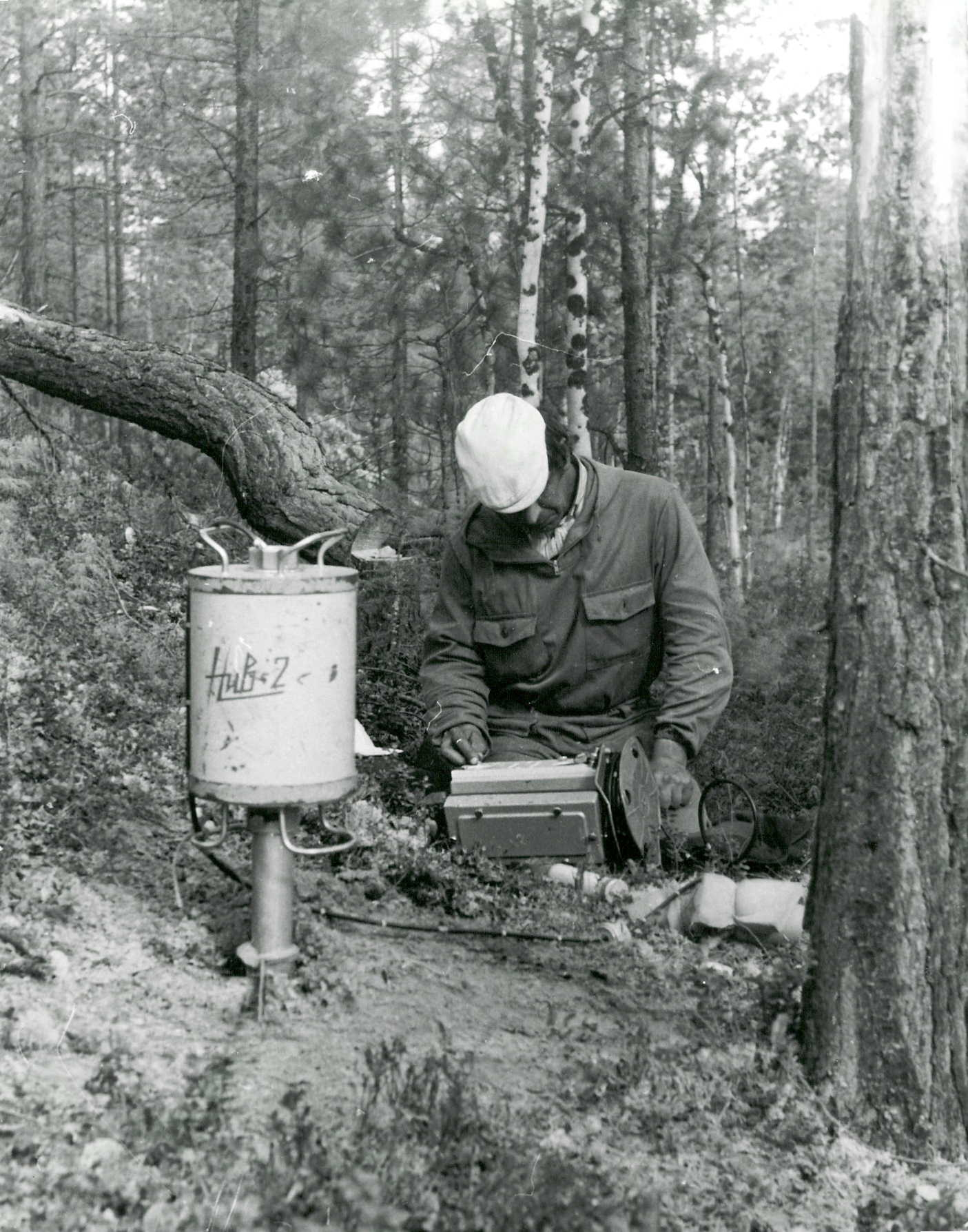
Исследование физических свойств грунтов в естественном залегании нейтронным источником. Автодорога Уренгой

Исто́чник нейтро́нов  — любое устройство, излучающее нейтроны, независимо от механизма их генерации. Нейтронные источники используются в физике, технике, медицине, ядерном оружии, разведке нефти, биологии, химии и ядерной энергетике.
Характеристиками нейтронных источников являются энергетический спектр нейтронов, испускаемых источником, интенсивность источника, поляризация нейтронного потока, временная характеристика нейтронного пучка, размер источника, стоимость владения и поддержания источника, и правительственные постановления, касающиеся источника.
Например, радиоизотопные источники нейтронов относят к 3 группе радиационной опасности при излучении менее 105 н/c В соответствии с «Гигиеническими требованиями к устройству и эксплуатации радиоизотопных приборов» (СанПиН 2.6.1.1015-01)

## Компактные (ампульные) устройства

### Радиоизотопные источники нейтронов в результате спонтанного деления
Некоторые изотопы подвергаются спонтанному делению с испусканием нейтронов. Наиболее часто используемым спонтанным источником деления является радиоактивный изотоп калифорния — 252. Cf-252 и все другие источники нейтронов на спонтанном делении образуются путем облучения урана или другого трансуранового элемента в ядерном реакторе, где нейтроны поглощаются исходным материалом и его последующими продуктами реакции, трансформируя исходный материал в изотоп, подверженный спонтанному делению.

### Радиоизотопные источники нейтронов в результате ядерной реакции (α,n)
Нейтроны образуются, когда α-частица сталкивается с любым из нескольких изотопов с низким атомным весом, включая изотопы бериллия, углерода и кислорода. Эта ядерная реакция может быть использована для создания источника нейтронов путем смешивания радиоизотопа, который испускает альфа-частицы, такие как радий-226, полоний-210 или америций-241 с низкоатомно-массовым изотопом, обычно металлическим бериллием или бором. Типичные скорости излучения для альфа-реакционных нейтронных источников варьируются от 1 × 106 до 1 × 108 нейтронов в секунду. В качестве примера можно ожидать, что типичный источник нейтронов альфа-бериллия составит около 30 нейтронов на каждый миллион альфа-частиц. Полезный срок службы для этих типов источников сильно варьируется в зависимости от периода полураспада радиоизотопа, который испускает альфа-частицы. Размер и стоимость этих источников нейтронов сравнимы со спонтанными источниками деления. Обычными комбинациями материалов являются плутоний — бериллий (PuBe), америций — бериллий (AmBe) или америций — литий (AmLi), на заре ядерной эпохи также использовались комбинации полоний — бериллий и радий — бериллий (например, в урановой машине Гейзенберга).

### Радиоизотопные источники нейтронов в результате ядерной реакции (γ,n)
Гамма-излучение с энергией, превышающей энергию связи нейтронов ядра, может вывести нейтрон (a фотонейтрон). Две реакции:
- 9  Be + >1,7 Мэв фотон → 1 нейтрон + 2  4  He
- 2  H (дейтерий) + >2,26 МэВ фотон → 1 нейтрон +  1  H

### Генераторы нейтронов с герметичной трубкой
Некоторые основанные на ускорителях нейтронные источники используют реакции синтеза между пучками ионов дейтерия и / или трития и гидрид лития, который также содержит эти изотопы.
Также, используются газоразрядные трубки, которые заполнены дейтерием, анодная мишень изготавливается из тритида титана, выходное окно - из особочистого циркония. Принцип работы основан на дуговом разряде между накаленным катодом и анодной мишенью, в мишени и происходит термоядерная реакция D + T (для генераторов непрерывного действия).

## Средние устройства

### Плазменные устройства
Источником нейтронов является плазменный шнур, производящий контролируемый ядерный синтез, путем создания плотной плазмы, в которой нагревается ионизированный газ дейтерий и / или тритий до температур, достаточных для создания реакции.
См. токамак

### Инерциальное электростатическое удержание
Инерционное электростатическое удержание: в таких устройствах как Фузор Фарнсуорта — Хирша, используют электрическое поле для нагрева плазмы в условиях плавления и получения нейтронов. Существуют различные реализации от инициативных проектов энтузиастов до коммерческих вариантов развития, например, предложенный Phoenix Nuclear Labs в США.

### Ускорители лёгких ионов
Традиционные ускорители частиц с источниками ионов водорода (H), дейтерия (D) или трития (T) могут быть использованы для получения нейтронов с использованием мишеней из дейтерия, трития, лития, бериллия и других материалов с малым атомным номером. Обычно эти ускорители работают с энергией в диапазоне >1 МэВ.

### Высокоэнергетическиетормозныефотонейтронные / фотоэмиссионные системы
Нейтроны образуются, когда фотоны с энергией выше энергии связи в ядре попадают в вещество, заставляя его подвергаться гигантскому дипольному резонансу, после которого ядро либо испускает нейтрон (фотонейтрон), либо подвергается делению (фотоделение). Количество нейтронов, выделяемых каждым событием деления, зависит от вещества. Обычно фотоны начинают создавать нейтроны при взаимодействии с нормальным веществом при энергиях от 7 до 40 МэВ. Кроме того, электроны с энергией около 50 МэВ могут индуцировать гигантский дипольный резонанс в нуклидах механизмом, который является обратным внутренней конверсии и, таким образом, создает нейтроны механизмом, аналогичным механизму фотонейтронов.

## Большие устройства

### Реакторы ядерного деления
Ядерное деление, которое происходит внутри реактора, производит очень большие количества нейтронов и может использоваться для различных целей, включая выработку энергии и эксперименты.

### Системы ядерного синтеза
Ядерный синтез, слияние тяжелых изотопов водорода, также может генерировать большие количества нейтронов. Маломасштабные модели слияния существуют для (плазменных) исследовательских целей во многих университетах и лабораториях по всему миру. В Великобритании также существует небольшое количество экспериментов по ядерному термоядерному синтезу, в том числе National Ignition Facility в США JET в Великобритании, и эксперимент ITER, который в настоящее время строится во Франции. Ни один из них до сих пор не используется в качестве источников нейтронов. Инерциальный управляемый термоядерный синтез может создавать на порядки больше нейтронов, чем расщепление. Это может быть полезно для нейтронной радиографии, которая может быть использована для обнаружения атомов водорода в структурах, разрешения атомного теплового движения и исследовать коллективные возбуждения ядер более эффективно, чем рентгеновские лучи.

### Высокоэнергетические ускорители частиц
Распадные источники нейтронов (spallation sources) используют ускоренный до высокой энергии (~10 ГэВ) интенсивный пучок протонов, сброшенный на мишень, что производит испускание нейтронов (реакция скалывания, spallation). Примерами таких источников могут быть ускорительные комплексы ISIS (Великобритания), SNS (США), ESS (Швеция), IN-6 (Россия), CSNS (Китай).

## Нейтронный поток
Для большинства применений нужен большой нейтронный поток (это сокращает время, необходимое для проведения эксперимента, получения изображения нейтронной радиографии, и т. д.). Простые устройства термоядерного синтеза генерируют только около 300 000 нейтронов в секунду. Коммерческие устройства фьюзера могут генерировать порядка 109 нейтронов в секунду, что соответствует используемому потоку менее 105 n / (см² сек). Большие источники нейтронов по всему миру достигают гораздо большего потока. Источники на основе реакторов производят 1015 n / (см² * сек), а распадные источники генерируют свыше 1017 n / (см² * сек).